# Bahía de Bacoor
Bahía de Bacoor  es una gran entrada y cuerpo de agua en el sureste de la bahía de Manila, en el país asiático de Filipinas. Se encuentra a lo largo de la costa de Cavite al sur de la península de Cavite. Sirve como el anclaje interior de la Base Naval de Cavite. La Ciudad de Bacoor está en la costa, al sureste de la Ciudad de Cavite.